# Liste von Autoren/Z

## Za
Franciszek Zabłocki (1752–1821)
Jan Zábrana (1931–1984)
Manfred Zach (* 1947), D
Justus Friedrich Wilhelm Zachariae (1726–1777), D
Gerd Zacher (1929–2014), D
Christina Zacker (* 1954), D
Adam Zagajewski (1945–2021), PL
Peter-Paul Zahl (1944–2011), D
Ernst Zahn (1867–1952)
Johannes Christoph Andreas Zahn (1817–1895)
Johann Zahn (1641–1707)
Leopold Zahn (1890–1970)
Timothy Zahn (* 1951)
Daniel Zahno (* 1963)
Norbert Zähringer (* 1967)
Heinz Zahrnt (1915–2003)
Amir Zaidan (* 1964)
Dschurdschī Zaidān (1861–1914)
Feridun Zaimoğlu (* 1964)
Dane Zajc (1929–2005)
Janusz A. Zajdel (1938–1985)
Alphons Žák (1868–1931)
Józef Andrzej Załuski (1702–1774)
Vojtech Zamarovský (1919–2006)
Hans Georg Zambona (* 1928)
Themistocles Zammit (1864–1935)
Antonio de Zamora (1660–1727)
Adela Zamudio (1854–1928)
Tomasz Zan (1796–1855)
Herbert Zand (1923–1970)
Hans Conrad Zander (1937)
Judith Zander (* 1980)
Maximilian Zander (1929–2016)
Israel Zangwill (1864–1926)
Antonio Zaniboni (um 1690?–1767)
Zanobi da Strada (1312–1361)
Andrea Zanzotto (1921–2011)
Gabriela Zapolska (1857–1921)
Hartmut Zapp (1939–2021)
Luisa Zappa (* 1952)
Dilek Zaptçıoğlu (* 1960)
Felician Martin von Zaremba (1794–1874)
Michael Zaremba (1955–2012)
Gostan Zarian (1885–1969)
Marģeris Zariņš (1910–1993)
Nancy Zaroulis
Sidonia Hedwig Zäunemann (1714–1740)
Friedrich Zauner (1936–2022)
Hansjörg Zauner (1959–2017)

## Ze
Zeami Motokiyo (1363–1443)
Bernhard von Zech (1649–1720)
Paul Zech (1881–1946)
Ruth Zechlin (1899–1966)
Ingo Zechner (1972)
Joseph Christian von Zedlitz (1790–1862)
Dorothea Zeemann (1909–1993)
Sigrid Zeevaert (1960)
Juli Zeh (1974)
Ludwig Zehetner (1939)
Hans Zehrer (1899–1966)
Klaus Cäsar Zehrer (1969)
Hans-Joachim Zeidler (1935–2010)
Johann Gottfried Zeidler (1655–1711)
Arnd Zeigler (1965)
Martin Zeiller (1589–1661)
Gert Zeising (1936)
Armin Zeißler (1922–2014)
Jewsei Lwowitsch Zeitlin (1948)
Handrij Zejler (1804–1872)
Semir Zeki (1940)
Roger Zelazny (1937–1995)
Gertrud Zelinsky (1937)
Katharina Zell (1497–1562)
Bernhard Zeller (1919–2008)
Eduard Zeller (1814–1908)
Eva Zeller (1923–2022)
Eva Christina Zeller (1960)
Felicia Zeller (1970)
Michael Zeller (1944)
Joachim Zelter (1962)
Žemaitė (1845–1921)
Adolf von Zemlinszky (1845–1900)
Oskar Zemme (* 1931)
Valérie Zenatti (1970)
Lothar Zenetti (1926–2019)
Helmut Zenker (1949–2003)
Apostolo Zeno (1668–1750)
Ofelia Zepeda (1952)
Akaki Zereteli (1840–1915)
Julius Zerfaß (1886–1956)
Ansgar Zerfaß (1965)
Heinrich Zerkaulen (1892–1954)
Maurice Zermatten (1910–2001)
Guido Zernatto (1903–1943)
John Zerzan (1943)
Julius Zerzer (1889–1971)
Philipp von Zesen (1619–1689)
Sarah Zettel (1966)
Bruno Zevi (1918–2000)
René Zey (1955)
Julius Zeyer (1841–1901)
Yvette Z’Graggen (1920–2012)

## Zh
Zhang Ailing (1920–1995)
Zhang Boduan (–1082)
Zhang Xiguo (1944)
Zhang Jie (1937–2022)
Zhao Jingshen (1902–1985)
Zheng Xuan (127–200)
Zheng Yi (1947)
Zhou Wei Hui (1973)
Zhou Zuoren (1885–1967)
Zhu Wen (1967)
Zhu Xi (1130–1200)
Zhuangzi (ca. 365–290 v. Chr.)

## Zi
Werner P. Zibaso (1910–1983)
Mischa Zickler (1966)
Anton Ziegenaus (1936–2024)
Thomas Ziegenfuß (1958)
Werner Ziegenfuß (1904–1975)
Ulrich Zieger (1961–2015)
Cecily von Ziegesar (1970)
Heinrich Anselm von Ziegler und Kliphausen (1663–1696)
Alexander Ziegler (1822–1887)
Alexander Ziegler (1944–1987)
Bernhard Ziegler (1964)
Caspar Ziegler (1621–1690)
Franz Ziegler (1803–1876)
Friedrich Wilhelm Ziegler (1761–1827)
Hans Severus Ziegler (1893–1978)
Manuel Ziegler (1994)
Thomas Ziegler (1956–2004)
Eduard Ziehen (1819–1884)
Adam Zielinski (1929–2010)
Jochen Ziem (1932–1994)
Sonja Ziemann (1926–2020)
Andrzej Ziemiański (1960)
Rafał Ziemkiewicz (1964)
O. P. Zier (1954)
Otto Zierer (1909–1983)
Herbert Ziergiebel (1922–1988)
Heinz-Jürgen Zierke (1926–2015)
Roland Ziersch (1904–1969)
Maxim Ziese (1901–1955)
Kurt Ziesel (1911–2001)
Uschi Zietsch (1961)
Benny Ziffer (1953)
Miroslav Zikmund (1919–2021)
Péter Zilahy (1970)
Gerlis Zillgens
Hans-Joachim Zillmer (1950)
Diethard Zils (1935)
Christopher Zimmer (1959)
Dieter Zimmer (1939–2024)
Dieter E. Zimmer (1934–2020)
Hans Zimmer (1946)
Carl Zimmerer (1926–2001)
Max Zimmering (1909–1973)
Christa-Maria Zimmermann (1943)
Friedrich Zimmermann (1852–1917)
Friedrich W. Zimmermann (1939)
Hans-Günther Zimmermann (1951)
Heinrich Zimmermann (1741–1805)
Irene Zimmermann (1955)
Moshe Zimmermann (1943)
Peter Zimmermann (1961)
Robert von Zimmermann (1824–1898)
Walter Zimmermann (1949)
Wilhelm Zimmermann (1807–1878)
Katharina Zimmermann (1933–2022)
Froben Christoph von Zimmern (1519–1566)
Helen Zimmern (1846–1934)
Wilhelm Werner von Zimmern (1485–1575)
Reiner Zimnik (1930–2021)
Julius Wilhelm Zincgref (1591–1635)
Paul Zindel (1935–2003)
Udo Zindel (1956)
Harry Zingel (1963–2009)
David Zindell (1952)
Ignaz Vinzenz Zingerle (1825–1892)
Robert M. Zingg (1900–1957)
Vera Zingsem (1954)
Jörg Zink (1922–2016)
Alexander Zinn (1880–1941)
Dorit Zinn (1940)
Hedda Zinner (1905–1994)

Franz Xaver Zippe (1791–1863)
Hans Zippert (1957)
Peter Zirbes (1825–1901)
Anton Zischka (1904–1997)
Hanns Zischler (1947)
Alfredo Zitarrosa (1936–1989)
Arnulf Zitelmann (1929–2023)
Peter von Zittau (um 1275–1339)
Maria Zittrauer (1913–1997)
Kathinka Zitz-Halein (1801–1877)
Georg Zitzer (1870–1932)
Yvonne Zitzmann (1976)
Slavoj Žižek (1949)

## Zo
Joseph Zobel (1915–2006)
Fedor von Zobeltitz (1857–1934)
Hanns von Zobeltitz (1853–1918)
Hans-Caspar von Zobeltitz (1883–1940)
Hans Zöberlein (1895–1964)
Joseph Zoderer (1935–2022)
Dietmar Zoedler (1921–2018)
Georg Zoëga (1755–1809)
Lily Zografou (1922–1998)
Irving Kenneth Zola (1935–1994)
Émile Zola (1840–1902)
Elisabeth Zöller (1945)
Georg Joachim Zollikofer (1730–1788)
Albin Zollinger (1895–1941)
Koos van Zomeren (1946)
Richard Zoozmann (1863–1934)
Emil Zopfi (1943)
Helmut Zöpfl (1937)
Fritz Zorn (1944–1976)
Juan Luis Zorrilla de San Martín (1855–1931)
José Zorrilla y Moral (1817–1893)
Alvise Zorzi (1922–2016)
Zosimos
Zosimos aus Panopolis (ca. 350–ca. 420)
Roland Zoss (1951)
Volker Zotz (1956)
Zou Yan

## Zs
Heinrich Zschokke (1771–1848)
Matthias Zschokke (1954)
Gerald Zschorsch (1941)
Béla Zsolt (1895–1949)

## Zu
Robert Zubrin
Vinzenz Jakob von Zuccalmaglio (1806–1876)
Karl Zuchardt (1887–1968)
Renée Zucker (1954)
Erwin Zucker-Schilling (1903–1985)
Berta Zuckerkandl-Szeps (1864–1945)
Hugo Zuckermann (1881–1914)
Marcia Zuckermann (1957)
Wolfgang Zuckermann (1922–2018)
Carl Zuckmayer (1896–1977)
Peter Zudeick (1946)
Manfred Züfle (1936–2007)
Volkmar von Zühlsdorff (1912–2006)
Gary Zukav
Wojciech Żukrowski (1916–2000)
Tilman Zülch (1939–2023)
Jürgen Zulley (1945)
Hans Zulliger (1893–1965)
Zuo Qiuming
Patrik von zur Mühlen (1942–2023)
Otto C. A. zur Nedden (1902–1994)
Walter Zürcher (1934–2007)
Meinolf Zurhorst (1953)
Jeronimo Zurita (1512–1580)
Josef Zurkirchen (1900–1993)
Unica Zürn (1916–1970)
Hannele Zürndorfer (1925–2023)
Markus Zusak (1975)
Harald Zusanek (1922–1989)

## Zw
Arnold Zweig (1887–1968)
Friderike Maria Zweig (1882–1971)
Stefan Zweig (1881–1942)
Stefan Jerzy Zweig (1941–2024)
Stefanie Zweig (1932–2014)
Gerhard Zwerenz (1925–2015)
Michael Zwerin (1930–2010)
Marina Iwanowna Zwetajewa (1892–1941)
Jan Zweyer (1953)
Johannes Zwick (um 1496–1542)
Ernst Zwilling (1904–1990)
Paul Zwilling (1547–1581)
Frank Zwillinger (1909–1989)
Hanns Peter Zwißler (1946)

## Zy
Rajzel Zychlinski (1910–2001)
Jenni Zylka (1969)
Martin Zylka (1970)
Leonid Borissowitsch Zypkin (1926–1982)